# Antigua og Barbuda
Antigua og Barbuda (engelsk: Antigua and Barbuda) er en suveræn stat i Caribien. Antigua og Barbuda er en østat beliggende i De Små Antiller mellem Det Caribiske Hav og Atlanterhavet og består af de to større øer Antigua og Barbuda og en række mindre øer. Syd for østaten ligger øen Guadeloupe, mod sydvest øen Montserrat og mod vest Saint Kitts og Nevis.
Antigua og Barbuda har et areal på 440 km2
og et befolkningstal på 101.489 (2023) indbyggere. Hovedstaden hedder Saint John's og er beliggende på øen Antigua.
Antigua og Barbuda er et konstitutionelt monarki med Charles 3. som konge og statsoverhovede. Han repræsenteres i det daglige af en generalguvernør, mens Antigua og Barbudas premierminister er regeringsleder.

## Historie
Antigua blev først befolket af indianske jægere og samlere omkring 3100 f.kr., de blev efterfulgt af saladoid-folk der kom fra områder i det nuværende Venezuela. Omkring 1100 f.kr. forlod de fleste beboere øen blandt andet på grund af mangel på ferskvand.
Antigua og Barbuda blev opdaget af Christoffer Columbus i 1493, han navngav den størst ø Atigua, efter en kirke i Sevilla i Spanien. De første europæere som bosatte sig på øen var spaniere og franskmænd, men de forlod snart øen på grund af ferskvandsmangel. Antigua kom under britisk kontrol i 1632 og Barbuda i 1678. Med slaver hentet fra Afrika blev der blandt andet dyrket tobak og ingefær på øen.
I 1800-tallet blev Antigua brugt som et hovedkvarter for den britiske marinens caribiske flåde. Landets økonomi var baseret på landbrug.
I 1834 blev slaveriet forbudt, men sukkerindustrien i landet var stadigt en vigtig næringsvej for mange helt til den blev nedlagt i 1972 De tidligere slaver arbejde fortsat hårdt og de fik den samme løn som før.
I tiden fra 1939 til 1950 var der en stor politisk udvikling. I 1939 blev landets første fagforening grundlagt, og den arbejde blandt andet for bedre leveforhold for arbejderne. Antiguas Arbejderparti blev oprettet og blev hurtigt det største parti. Fra 1958 til 1962 var landet med i Den vestindiske føderation, og i 1967 blev landet et selvstyret område under britisk kontrol, det gjorde at landet fik en folkevalgt regering for første gang.
I 1978 begyndte arbejdet for fuldt uafhængighed, og den 1. november 1981 blev Antigua og Barbuda en selvstændig stat.

## Politik
Antigua og Barbuda er et konstitutionelt monarki, der er medlem af Commonwealth of Nations. Antigua og Barbudas monark er sammenfaldende med den britiske monark, og det nuværende statsoverhoved er derfor kong Charles 3. af Storbritannien. Monarken repræsenteres i det daglige af Antigua og Barbudas generalguvernør. Regeringslederen er premierministeren, mens den lovgivende magt indehaves af Antigua og Barbudas parlament, der består af to kamre.

## Administrativ inddeling
Antigua og Barbuda er delt ind i 6 administrative sogne (parishes). Desuden er Barbuda og den ubeboede ø Redonda styret som afhængige områder.
| - 1 Saint George - 2 Saint John - 3 Saint Mary | - 4 Saint Paul - 5 Saint Peter - 6 Saint Philip | px150 |

## Geografi
Antigua og Barbuda har et samlet areal på 440 km2
.

## Demografi
Antigua og Barbuda har et befolkningstal på ca. 101.489 (2023) indbyggere.